# 調虎離山
调虎离山是兵法三十六计的第十五计。
原文为：「待天以困之，用人以诱之，往蹇来連。」（等到自然条件对敌方不利时再去围困它，用人为的假象去诱骗它。向前进攻有危险，那就想办法让敌人反过来攻我／引誘老虎離開牠盤踞的山頭。比喻用計誘使對方離開他的據點，以便趁機行事，達成目的。）

## 按语
强敌占据地利等于强上加强，当敌人失去地利再行消灭，则更为有利。
调虎离山之计，关键在“调”字，目的是要虎“离山”。“调”要做的巧妙、灵活，阴真示假，既要让“虎”离山，又不致弄假成真，让“虎”反咬一口。